# Виђанело
Виђанело (итал. Viggianello) је насеље у Италији у округу Потенца, региону Базиликата.
Према процени из 2011. у насељу је живело 484 становника. Насеље се налази на надморској висини од 542 м.

## Становништво
| 1931. | 1936. | 1951. | 1961. | 1971. | 1981. | 1991. | 2001. | 2011. |
| ----- | ----- | ----- | ----- | ----- | ----- | ----- | ----- | ----- |
| 4.832 | 4.922 | 5.487 | 5.381 | 4.773 | 4.285 | 3.985 | 3.500 | 3.124 |